# Araneae
Las arañas (Araneae) son el orden más numeroso de la clase Arachnida, lejanamente emparentadas con otros grupos de artrópodos, como los insectos, con los que no deben confundirse. Tienen glándulas venenosas en los quelíceros, con las que paralizan a sus presas. Producen seda, con la que tejen telas de araña o telarañas, que usan para construir redes de caza, tapizar refugios e incluso hacerse llevar por el viento.
El grupo está abundantemente representado en todos los continentes, excepto en la Antártida. Todas son depredadoras, generalmente solitarias, de pequeños animales. El orden Araneae es el séptimo en diversidad total de especies respecto al resto de diversidad de organismos. Hasta la fecha se han descrito más de 46 500 especies de arañas, y 110 familias han sido reconocidas por los taxónomos; sin embargo, sigue habiendo discrepancias dentro de la comunidad científica, como demuestran las aproximadamente veinte clasificaciones que se han propuesto desde 1900.
Solo algunos grupos son realmente peligrosos para los seres humanos. Hay personas que sufren de aracnofobia, es decir, miedo a las arañas.
La especialidad que se ocupa de las arañas y del resto de los arácnidos se llama aracnología.

## Características

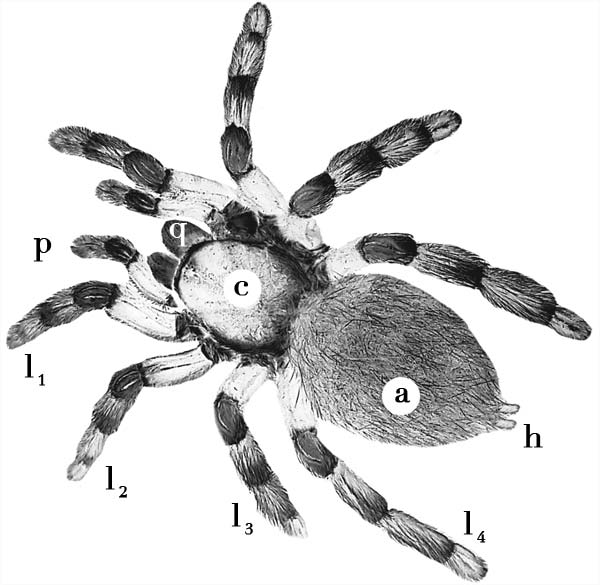
Anatomía externa de una araña.
c, prosoma (cefalotórax). a, opistosoma (abdomen). q, quelícero. p, pedipalpo. l_{1} a l_{4}, patas locomotoras. h, hileras.

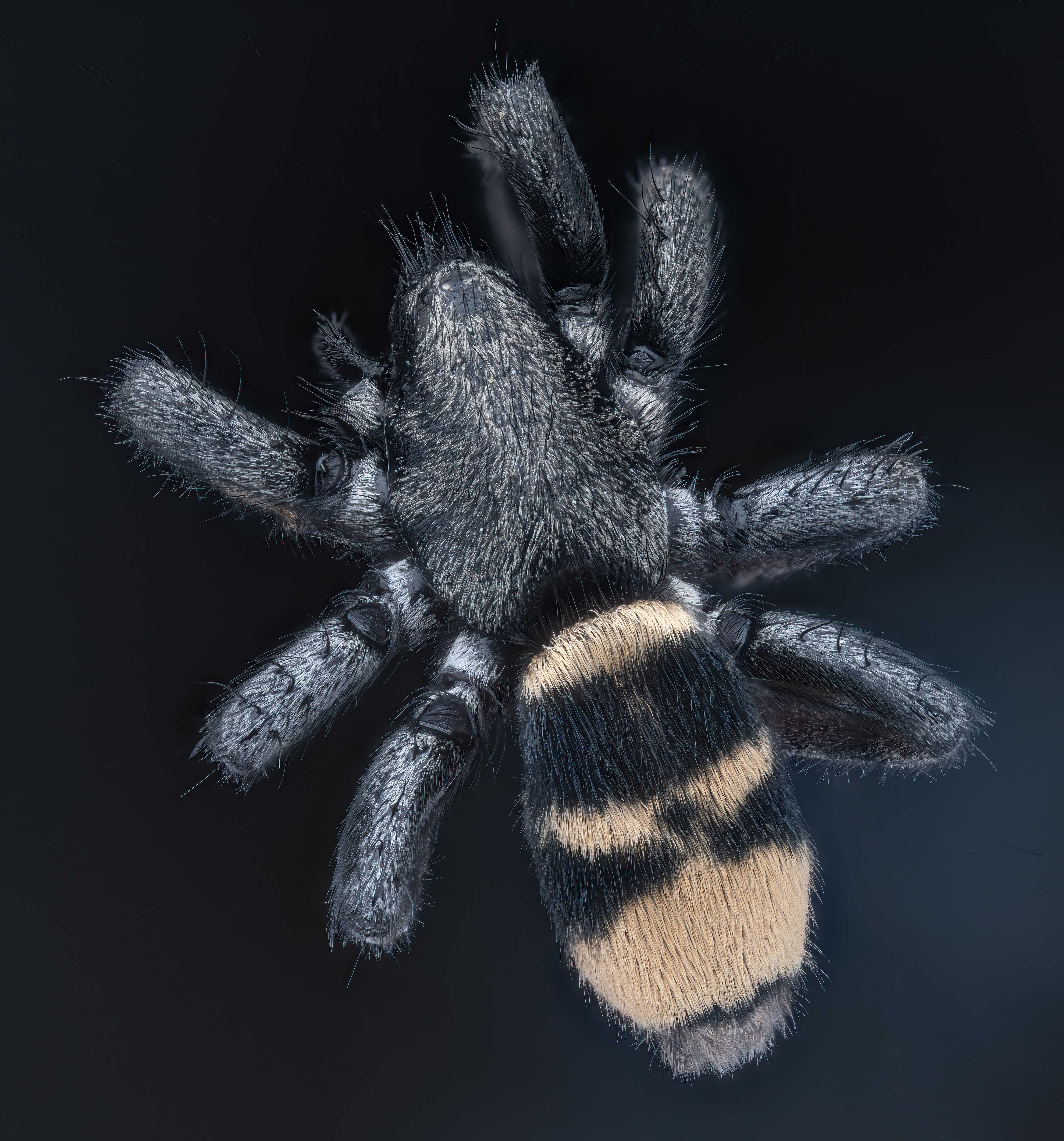
Araña Latonigena auricomis

La anatomía de las arañas coincide a grandes rasgos con la de otros arácnidos, es decir, con el cuerpo dividido en dos regiones o tagmas, prosoma (o cefalotórax) y opistosoma (o abdomen), y el mismo número y tipo de apéndices, es decir, un par de quelíceros, un par de pedipalpos y cuatro pares de patas locomotoras. Las arañas tienen el cuerpo dividido en dos partes denominadas tagmas, y cuentan con cuatro pares de patas. Se sabe que durante la prehistoria existieron algunas arañas que podían llegar a medir 50 cm, pero actualmente la más grande que existe tiene un tamaño de 30 cm.

### Dimensiones
Las arañas tienen longitudes corporales que oscilan entre los 0,5 mm y los 9,0 cm que alcanzan algunos migalomorfos tropicales, los cuales llegan a capturar pequeños pájaros e insectos de radio 3; con las patas extendidas alguno de estos puede sobrepasar los 25 cm. Durante el Carbonífero superior y el Pérmico existieron arañas de más de 50 cm. La araña más grande del mundo es la Theraphosa blondi, o tarántula goliat, que puede llegar a medir 30 cm (incluidas las patas), y es originaria de América.

### Prosoma

Artejos de la pata de
Fémur. 4. Patela. 5. Tibia. 6. Metatarso. 7. Tarso. 8. Pretarso (uñas).

Los tres pares de apéndices mencionados anteriormente se insertan en el prosoma, así como los ojos simples; en la cara ventral se abre la boca.
Los quelíceros presentan una sola articulación, entre la base, muy abultada, y una uña distal generalmente pequeña (en el extremo), y habitualmente portan glándulas venenosas. Cuando no se usa, la uña suele quedar más o menos protegida dentro de un surco del artejo basal.
Los pedipalpos son semejantes a las patas, pero no se apoyan en el suelo, sino que los llevan levantados por delante del cuerpo. Los machos de muchas especies emplean los pedipalpos para cortejar a las hembras, en cuyo caso pueden ser grandes o vistosos, y también como aparato copulador, que introduce una bolsa de esperma, el espermatóforo, en el cuerpo de la hembra. 
Las patas locomotoras se insertan por debajo del prosoma y están constituidas por siete piezas o artejos, que son, desde el extremo proximal (base) hacia el distal (extremo): coxa, trocánter, fémur, patela o rodilla, tibia, metatarso y tarso.

### Opistosoma
El opistosoma alberga en su extremo posterior glándulas sericígenas (productoras de seda) que se abren al exterior por unos pequeños bultos llamados hileras. En la parte inferior y anterior del opistosoma (o abdomen) se abren el epigino (poro genital), los pulmones en libro, cavidades respiratorias con pliegues internos laminares que, según los casos, son dos o cuatro, y/o los estigmas del sistema traqueal.

### Anatomía interna
Las arañas son animales depredadores que paralizan a sus presas con el veneno de sus quelíceros. La mayoría de las arañas inyectan enzimas digestivas en la presa, realizando una digestión externa, al menos parcial. Muchas mastican a la presa parcialmente con dientes que forman parte del artejo basal de los quelíceros. Ahí se localizan también comúnmente "pelos" que permiten en muchos casos filtrar eficazmente el alimento, separando las partículas sólidas del líquido. 
Al principio del tubo digestivo se sitúa una faringe o estómago de función suctora. Desde la mitad del prosoma y hasta el final del opistosoma se extiende el intestino medio, dotado generalmente de divertículos, que en algunos casos se extienden incluso a las patas. La digestión química se realiza solo parcialmente en la luz del intestino, siendo fagocitadas partículas cuya digestión enzimática se completa de manera intracelular.
El aparato circulatorio es de tipo abierto, como en todos los artrópodos, con un corazón dorsal tubular situado en la parte dorsal anterior del opistosoma, en cuya superficie se marca su presencia por un surco cardíaco. Es posible en algunos casos percibir sus latidos, de 30 a 100 por minuto, más numerosos en las arañas más pequeñas. La hemolinfa es bombeada al corazón desde una cavidad pericárdica y proyectada fuera de él con energía. La elevada presión se ha interpretado como signo de una función hidráulica, que podría desempeñar un papel en el movimiento de las patas, por lo que cuando mueren sus patas se contraen por la falta de circulación de sangre.[cita requerida] La presión se duplica durante la muda. La hemolinfa, según es normal en los artrópodos, carece de células pigmentarias, pero no de pigmentos transportadores, que son en este caso hemocianinas, de color azulado. La extensión de los vasos es limitada, y afecta, como es normal en sistemas abiertos, sobre todo a los órganos respiratorios.

Anatomía interna de una araña.

La respiración se realiza por órganos internalizados, normal en animales de vida aérea, que en este caso son pulmones en libro o filotráqueas (a veces llamados tráqueas en libro), uno o dos pares que se abren en la parte mediana y ventral del opistosoma anterior. Tienen una estructura plegada, lo que multiplica la superficie de intercambio, y a través de ellos la hemolinfa circula canalizada por vasos. Muchas arañas tienen también un sistema traqueal que no es homólogo al de los insectos.
La excreción se realiza por glándulas coxales no muy desarrolladas y por tubos que desembocan en el intestino análogos a los tubos de Malpighi de los insectos.

## Equipamiento sensorial

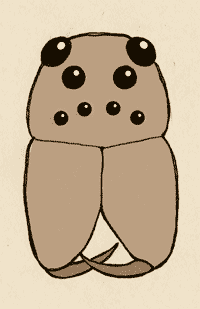
Cefalotórax de un licósido, vista frontal que muestra la disposición de los ojos característica de la familia y los dos quelíceros, cada uno con su uña venenosa.

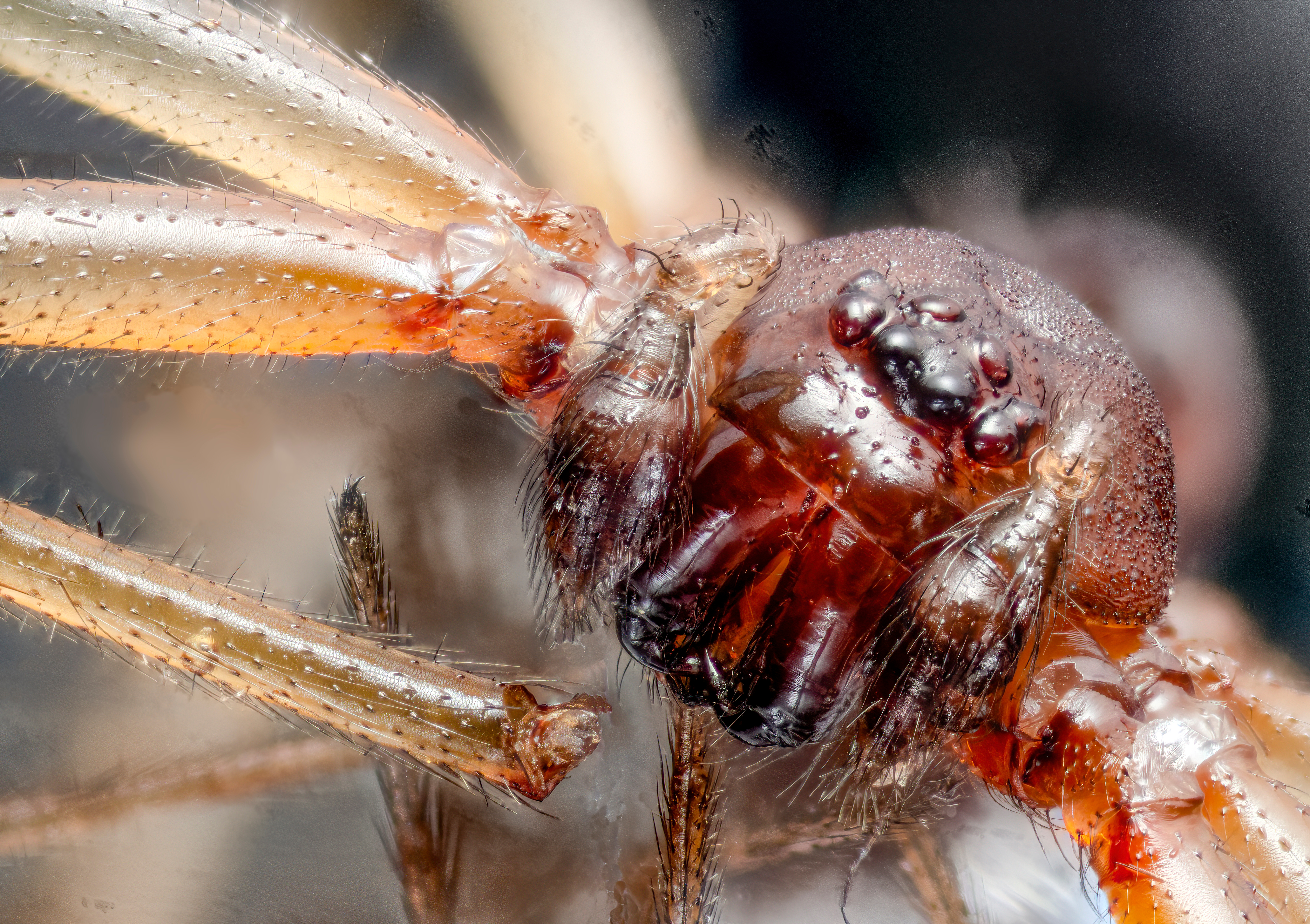
Araña, detalle

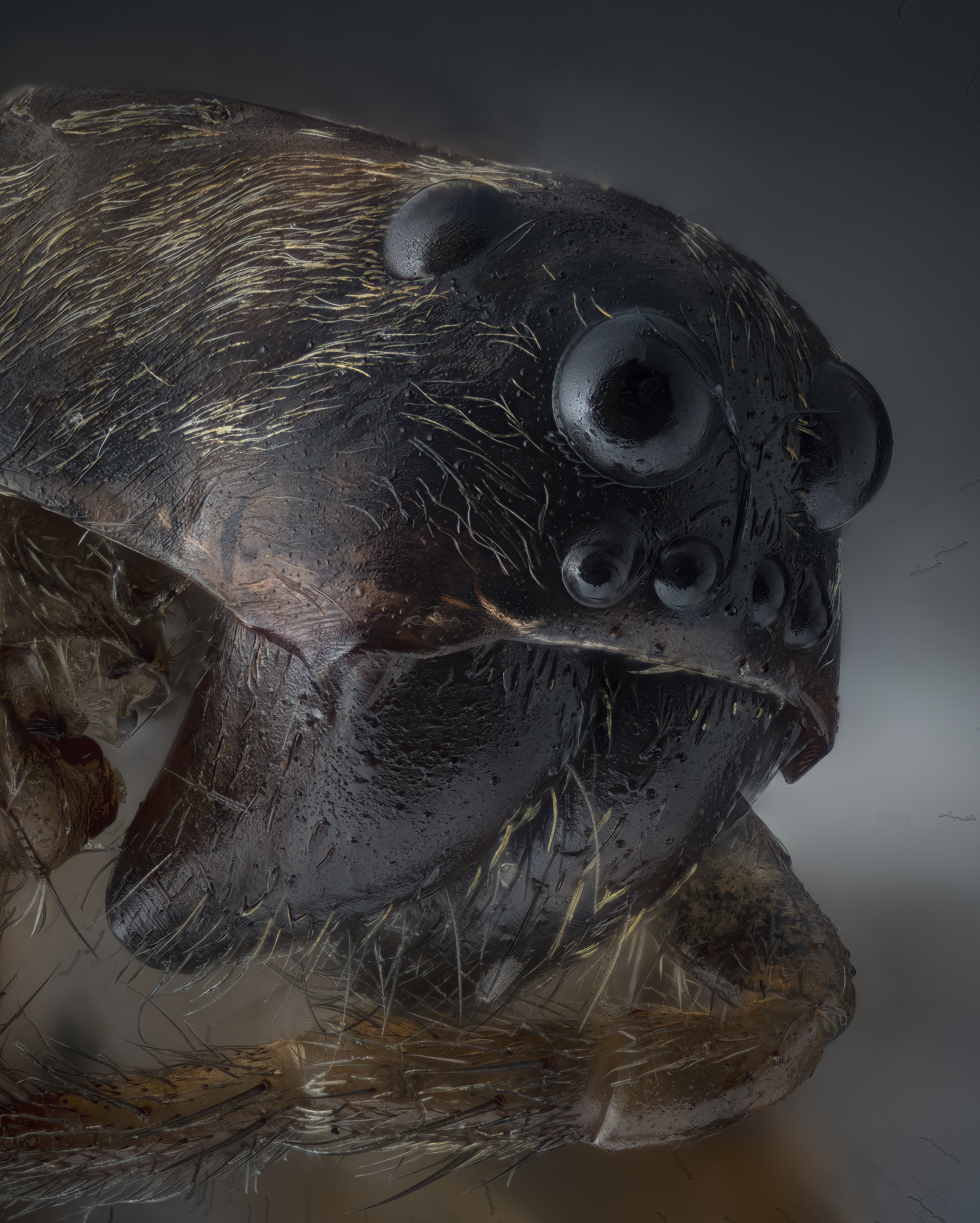
Detalle de ojos de araña

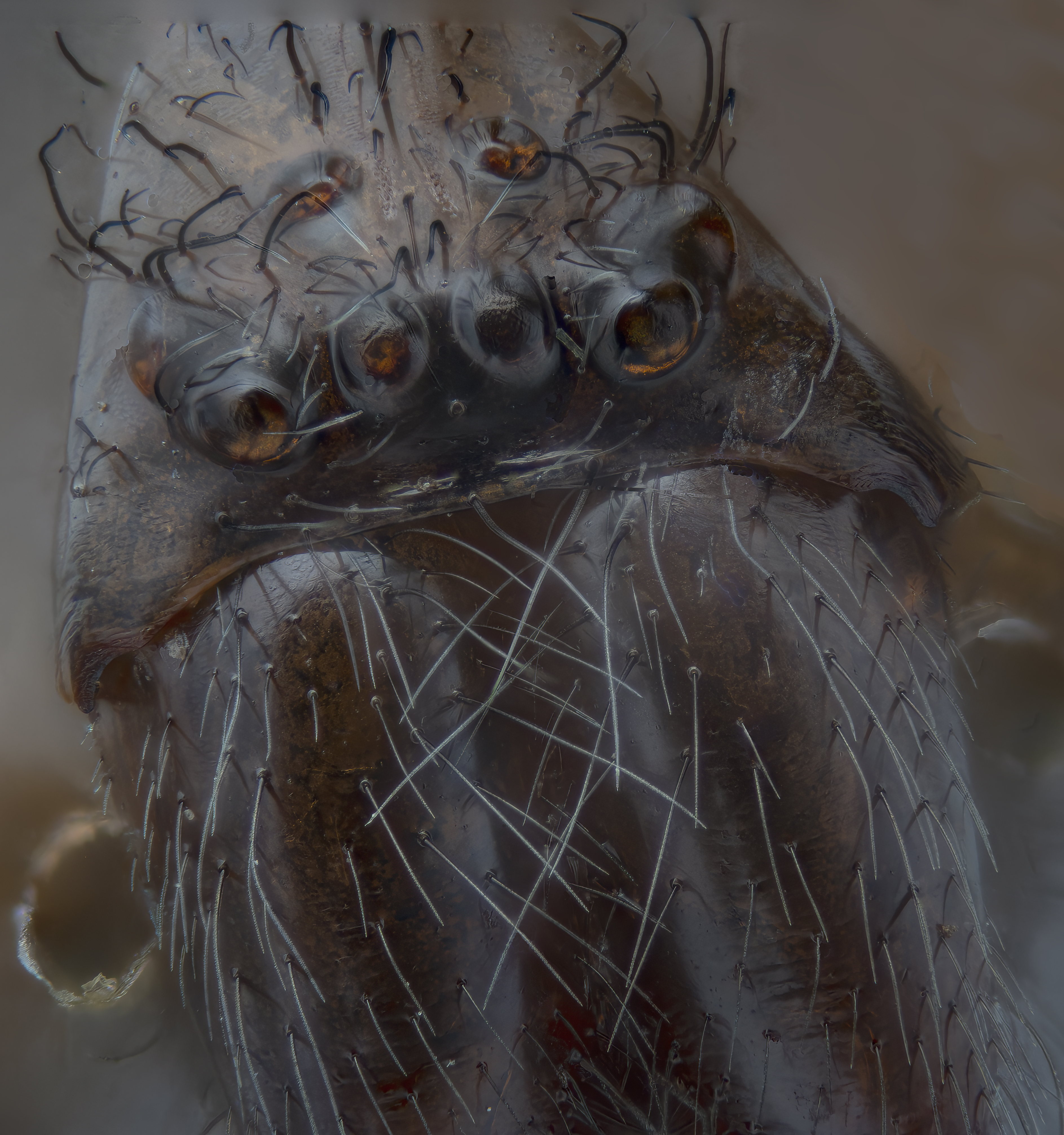
Cabeza de araña, detalles.

Como el resto de los quelicerados, carecen de antenas, y usan los pedipalpos como órganos táctiles y olfativos. La vista de las arañas es generalmente muy pobre, a pesar de tener hasta cuatro pares de ojos simples denominados ocelos, que en algunas familias se reducen a tres pares o menos. La colocación, tamaño y color de los ojos son caracteres diagnósticos de las familias, es decir, permiten distinguir unas de otras. En unos pocos casos la visión es eficaz, y en los saltícidos (Salticidae) es la mejor de todos los invertebrados terrestres.[cita requerida]

## Seda
Todas las especies de araña producen seda, material compuesto de proteínas complejas, que utilizan para muy variadas funciones: cazar presas y envolverlas en ella; como adhesivo de otros materiales de construcción de túneles, trampillas, etc.; como áreas de locomoción, así como otras muchas utilidades. Ciertas especies de arañas crean un largo hilo que les sirve de vela para ser arrastradas por el viento. El viento las guía o bien para cazar sus presas o para ir en una dirección determinada. Este fenómeno se conoce como vuelo arácnido. En el extremo posterior del abdomen se encuentran las glándulas secretoras de seda denominadas hileras, que producen un fluido que se solidifica al contacto con el aire (el fluido es una disolución concentrada de proteínas, cuya estructura se transforma justo antes de salir, convirtiéndose en una forma insoluble que rápidamente se deshidrata y constituye la fibra de seda).

## Alimentación

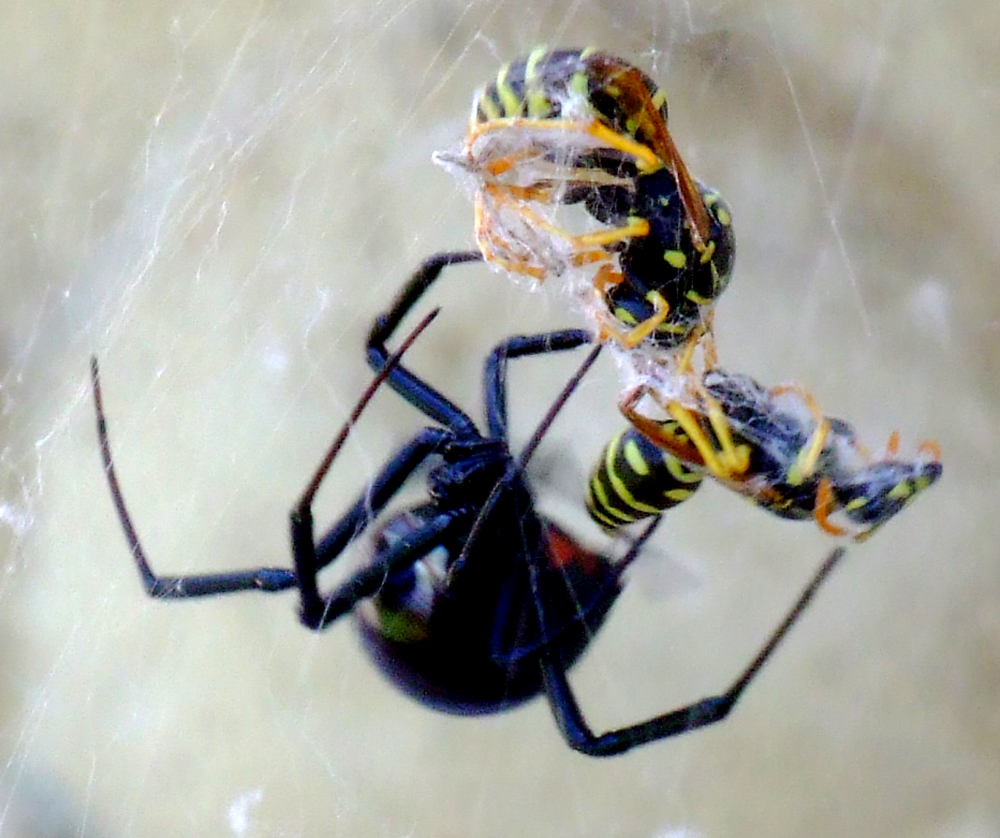
Araña viuda negra junto a dos presas capturadas en la telaraña.

Las arañas son depredadoras y se alimentan de presas singulares que capturan activamente. Sus presas más frecuentes son los insectos, las arañas de mayor tamaño como las tarántulas pueden incluir presas más grandes como ciempiés y pequeños vertebrados como lagartijas, ranas, musarañas y roedores. Algunas especies de salticidos pueden alimentarse del néctar de las plantas. Para la caza algunas arañas producen una red (telaraña) en la cual las presas caen por accidente, enredándose y pegándose en ella. Un dato curioso es que la seda que teje la araña (producida por órganos especiales llamados hileras) es más fuerte y resistente que el acero del mismo tamaño. En ese caso la araña, que permanece al acecho con las patas extendidas sobre la red, capta las vibraciones y se acerca a su presa. Otras arañas cazan al acecho, en el suelo o sobre la vegetación, detectando a sus presas por las vibraciones del sustrato o con sus ojos, como hacen los licósidos y los saltícidos. Las arañas no despedazan y tragan a sus presas, como hacen sus parientes los escorpiones o los solífugos, sino que les inyectan veneno con sus quelíceros mientras las sujetan con sus patas y sus pedipalpos. Una vez paralizadas por el veneno les inyectan jugos digestivos, que producen una digestión externa del animal dentro de sus propios tegumentos, sorbiendo a continuación la papilla resultante. Por eso se observa a las arañas permanecer inmóviles durante largo rato mientras sujetan su presa inmóvil.

## Depredadores y defensa

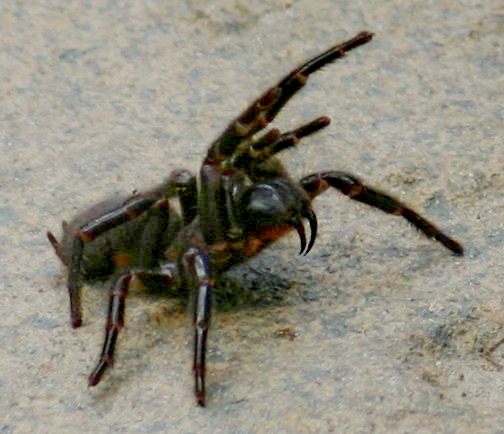
Atrax robustus en posición defensiva.

Las arañas tienen muchos depredadores en el ecosistema como diversas especies de aves, serpientes, sapos, lagartos, mamíferos y otros artrópodos depredadores como las avispas rojas, ciempiés, escorpiones, mantodeos y solifugos. Cuando se sienten amenazadas, levantan sus dos patas delanteras y sus queliceros. Cuando la amenaza se acerca, la araña muerde a su depredador con sus quelíceros utilizando el veneno más potente, ya que el veneno de la araña se compone por dos partes, una para poder paralizar a las presas de las cuales se alimentan, y la otra contra sus depredadores solo como defensa. Otros mecanismos defensivos son las telarañas y refugios que construyen como defensa y para poder capturar a sus presas.

## Reproducción y desarrollo

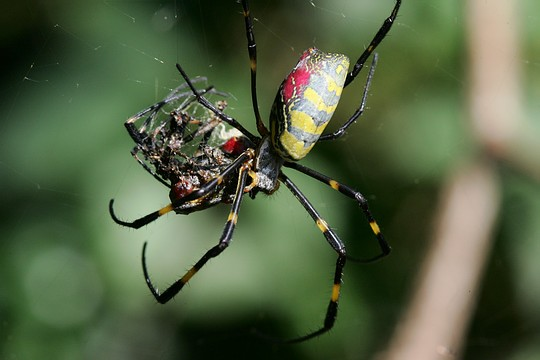
Hembra de Argiope sp. devorando al macho.

Siendo cazadoras solitarias, tienden a considerar una presa cualquier cosa que se mueva y tenga el tamaño apropiado. Los machos, generalmente más pequeños que las hembras debido al gran dimorfismo sexual de los arácnidos, buscan a éstas activamente, cortejándolas con “danzas” elaboradas en las que el movimiento rítmico de los pedipalpos puede jugar un importante papel, en un intento por no ser devorados por las hembras. El ritual puede incluir el obsequio por el macho a la hembra de una presa envuelta en seda, lo que en algunas especies ha evolucionado hasta ser solo un señuelo, la bolsa de seda, desprovisto de contenido. Cuando consigue la aproximación, el macho introduce un espermatóforo en las vías sexuales de la hembra usando sus pedipalpos, que actúan como órganos copuladores. A pesar de la ritualización, es común que después de la cópula la hembra devore al macho.
Las arañas son artrópodos con metamorfosis simple, es decir, pasan por ecdisis (mudas de cutícula) sucesivas, y las arañas jóvenes se distinguen de las adultas únicamente por su menor tamaño y por ser sexualmente inmaduras.

## Ecología

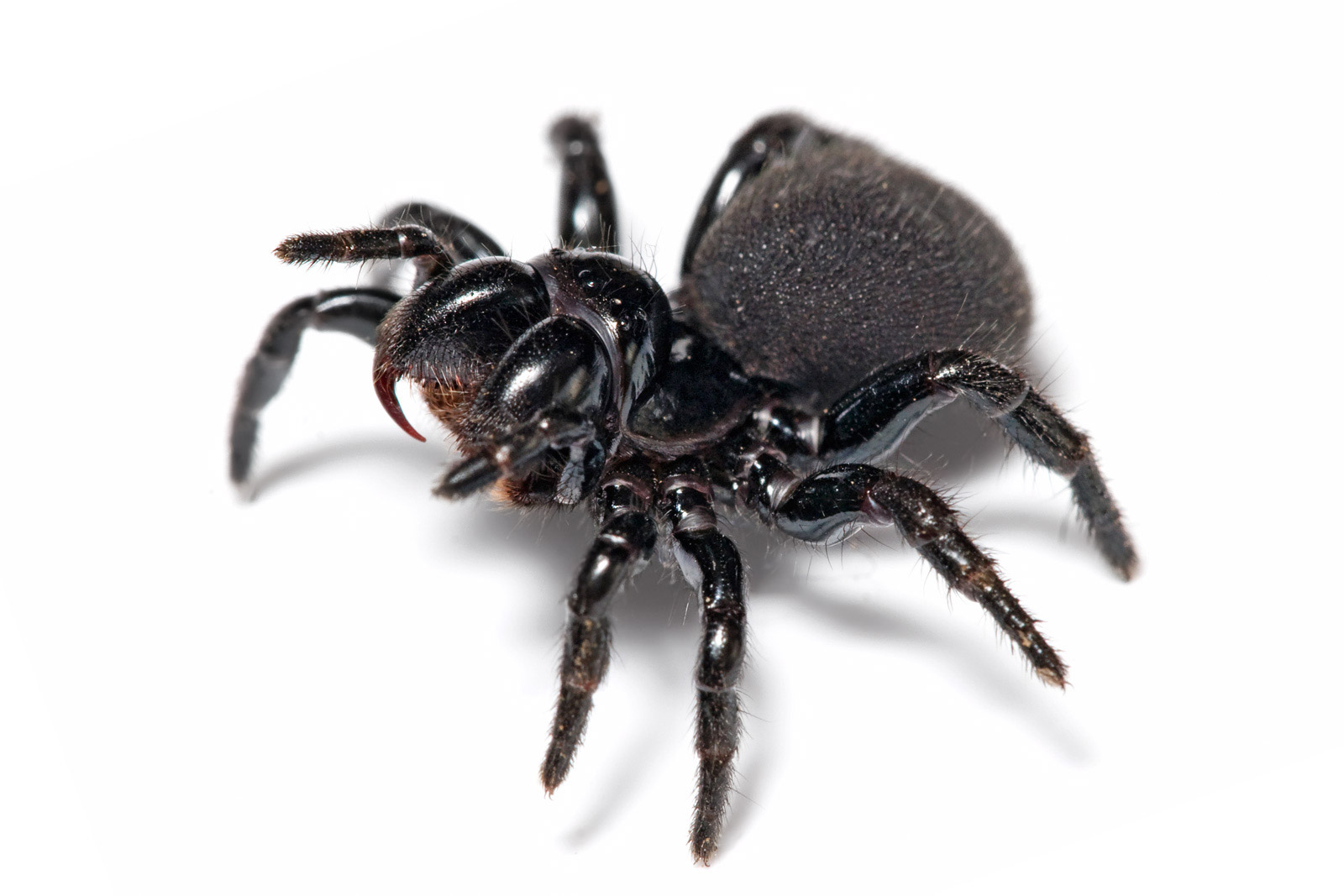
Mygalomorphae.

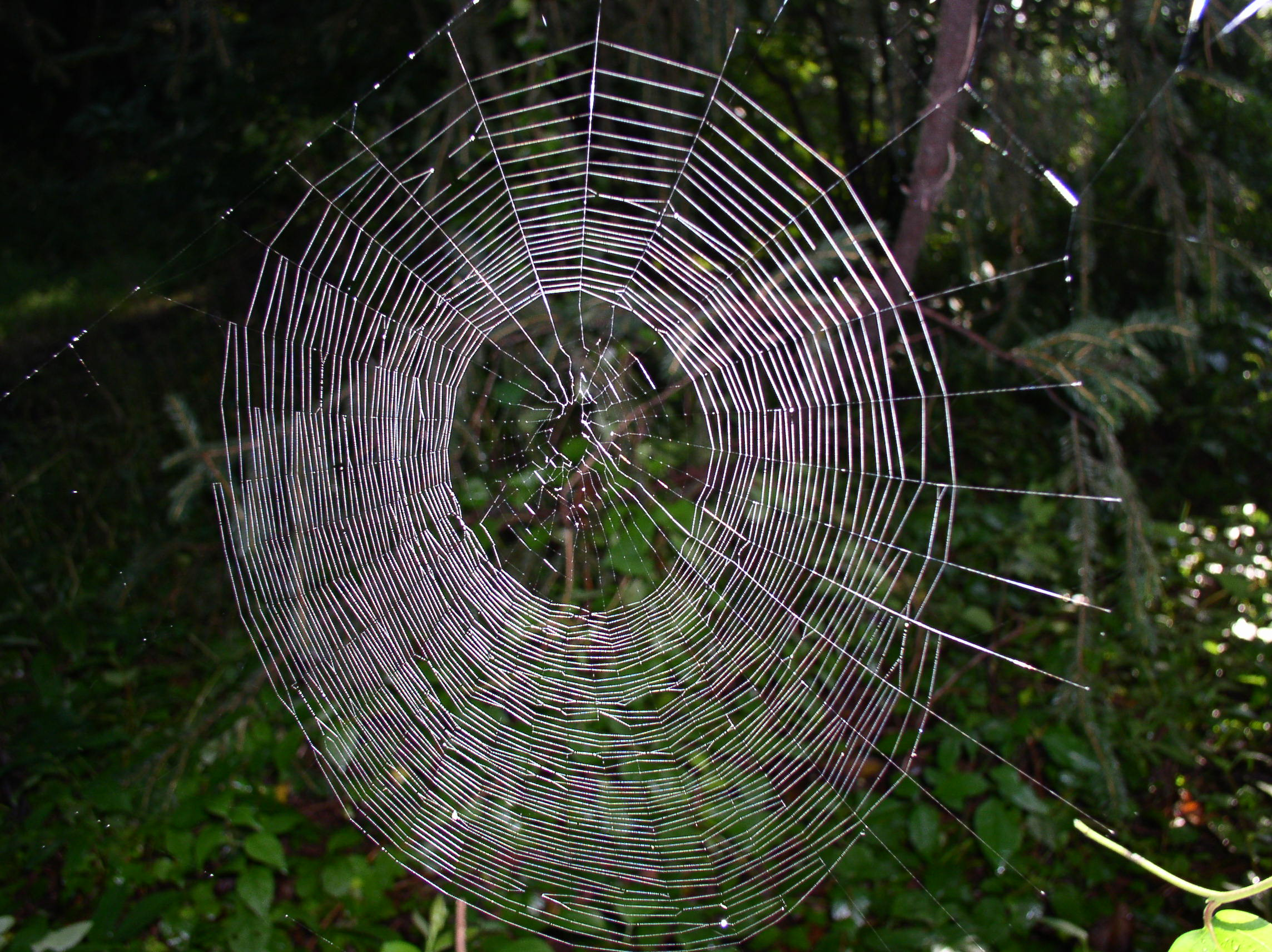
Telaraña de Araneidae

Como depredadoras, las arañas suelen ocupar una posición terminal en las cadenas tróficas. Desempeñan un papel importantísimo como depredadores: son las mayores consumidoras de insectos del planeta y contribuyen decisivamente a controlar su número.
Se encuentran en todos los climas, incluso los fríos, poco favorables para los animales poiquilotermos, y se cuentan entre los seres vivos registrados a mayor altitud. Abundan por igual en ambientes secos y húmedos y algunas llevan una existencia acuática, como la eurasiática Argyroneta aquatica, que llena su nido subacuático con una burbuja de aire, o la australiana Megadolomedes australianus.

## Comportamiento

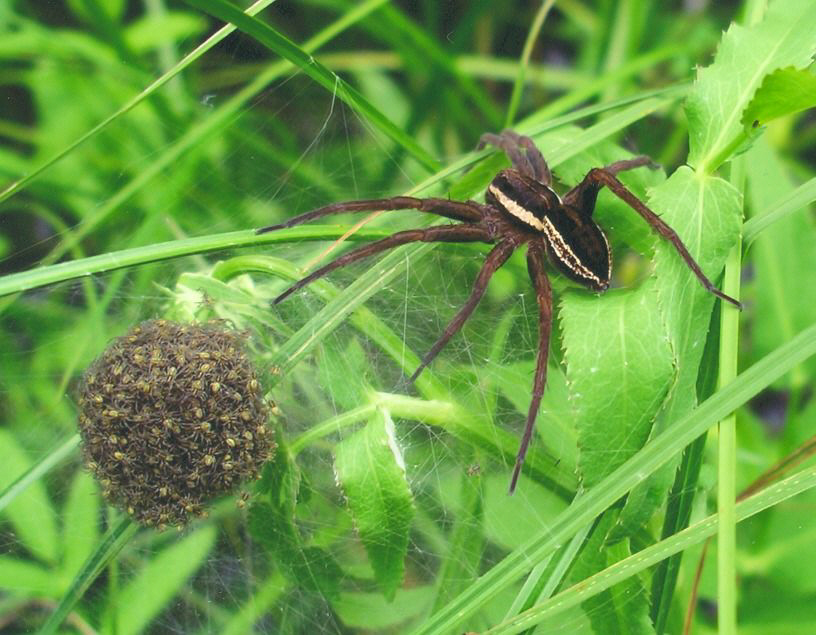
Dolomedes fimbriatus junto a sus juveniles.

La investigación del comportamiento (etología) de las arañas es un campo de gran riqueza. Aunque su capacidad de aprendizaje es modesta, según es regla en los artrópodos, hacen gala de una gran variedad y complejidad de comportamientos instintivos (heredados), sobre todo en lo referente al cortejo y apareamiento y al cuidado parental. Es notable también la precisión con que algunas fabrican su red de caza.
El cuidado parental, la atención activa a la progenie, se ha observado en distintas arañas. Los licósidos portan los huevos, encerrados o no en un capullo, y cuidan a los individuos juveniles hasta que estos alcanzan el desarrollo suficiente para capturar presas. Se conocen algunos casos de suicidio maternal, en los que las jóvenes arañas obtienen del cuerpo de su madre el primer alimento.
Algunas arañas, como el género cosmopolita Argyrodes (familia Theridiidae), son cleptoparásitas, que roban a otras arañas sus presas, manteniéndose al acecho en sus telas. El cleptoparasitismo se ha observado en media docena de familias.

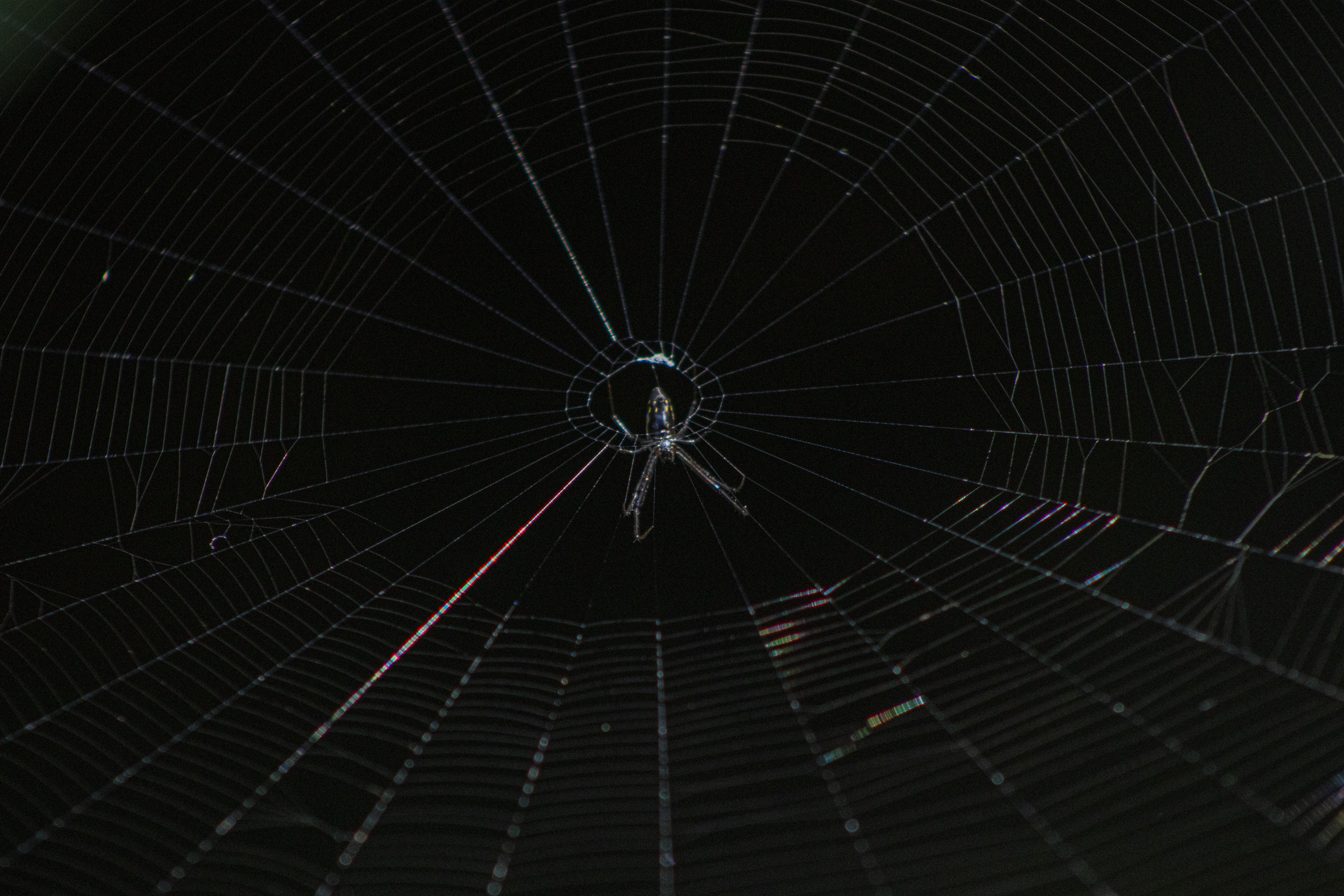
Detalle de una telaraña.

Las especies del género Mycaria (familia Gnaphosidae) practican el mimetismo de las hormigas, no solo en su aspecto, sino también en sus actitudes, levantando las patas anteriores hasta la posición de unas antenas. Lo mismo hace Sunpunna picta, que imita los movimientos de una avispa.
Cuando las arañas reciben una picadura en una extremidad durante una pelea se la amputan para evitar que el veneno llegue al resto del cuerpo.

## Envenenamiento

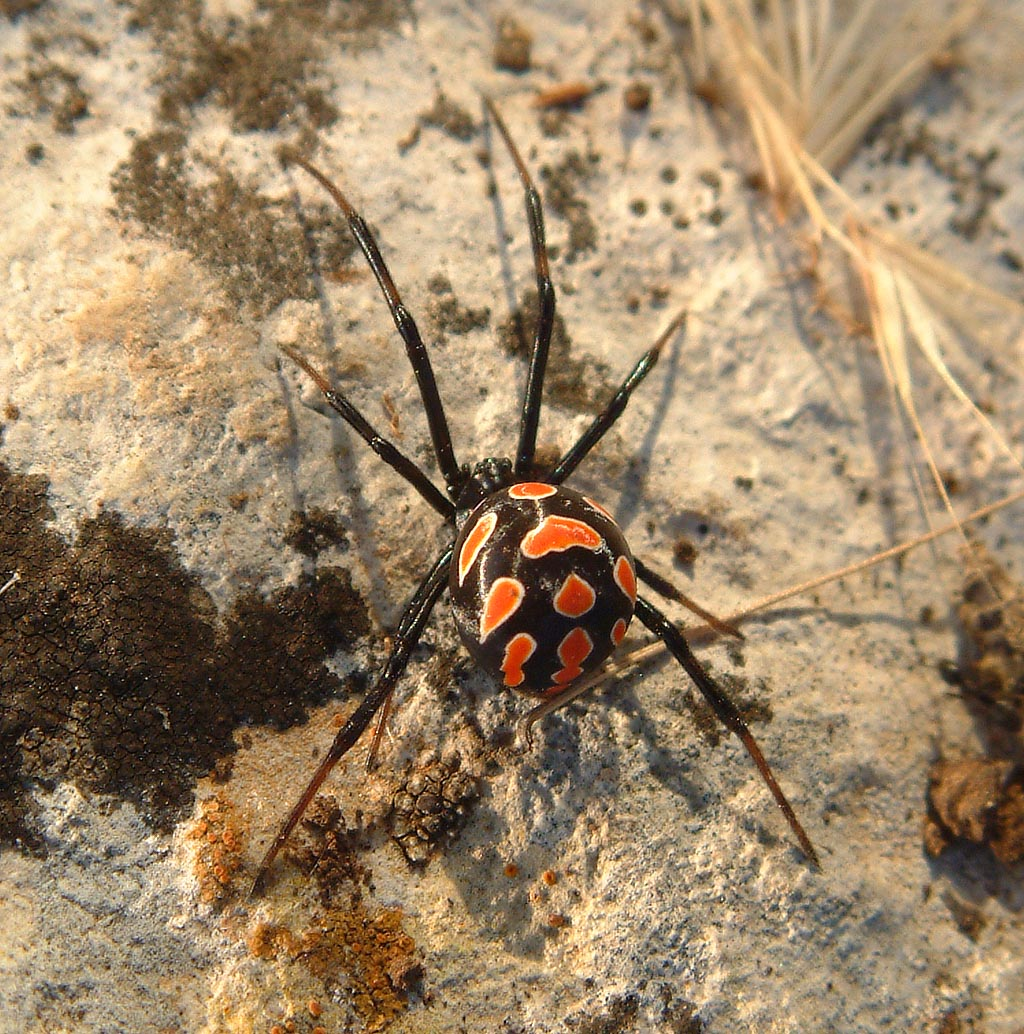
Hembra de Latrodectus tredecimguttatus, viuda negra europea.

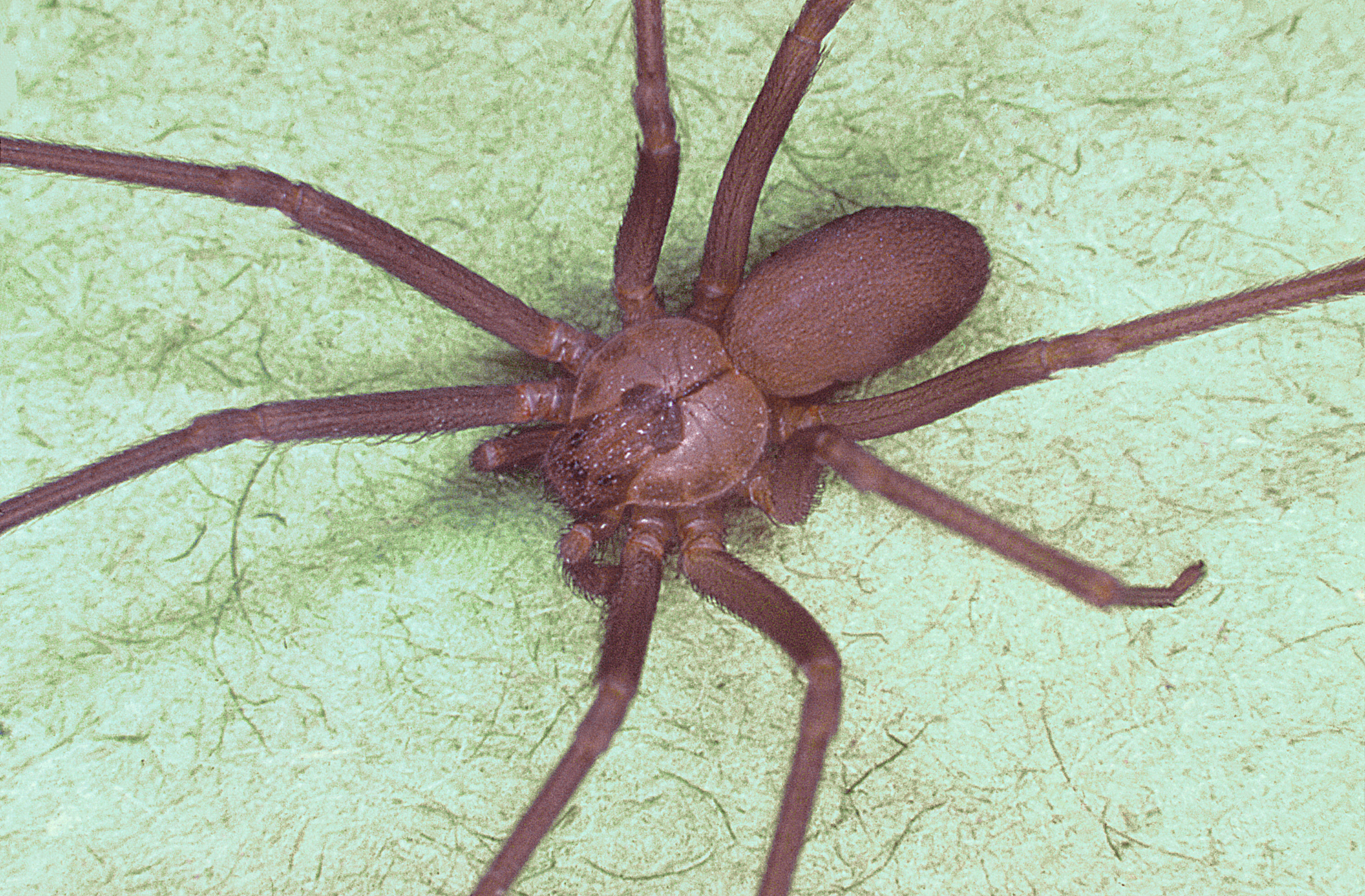
Loxosceles reclusa, una "araña violinista" o "araña parda" americana.

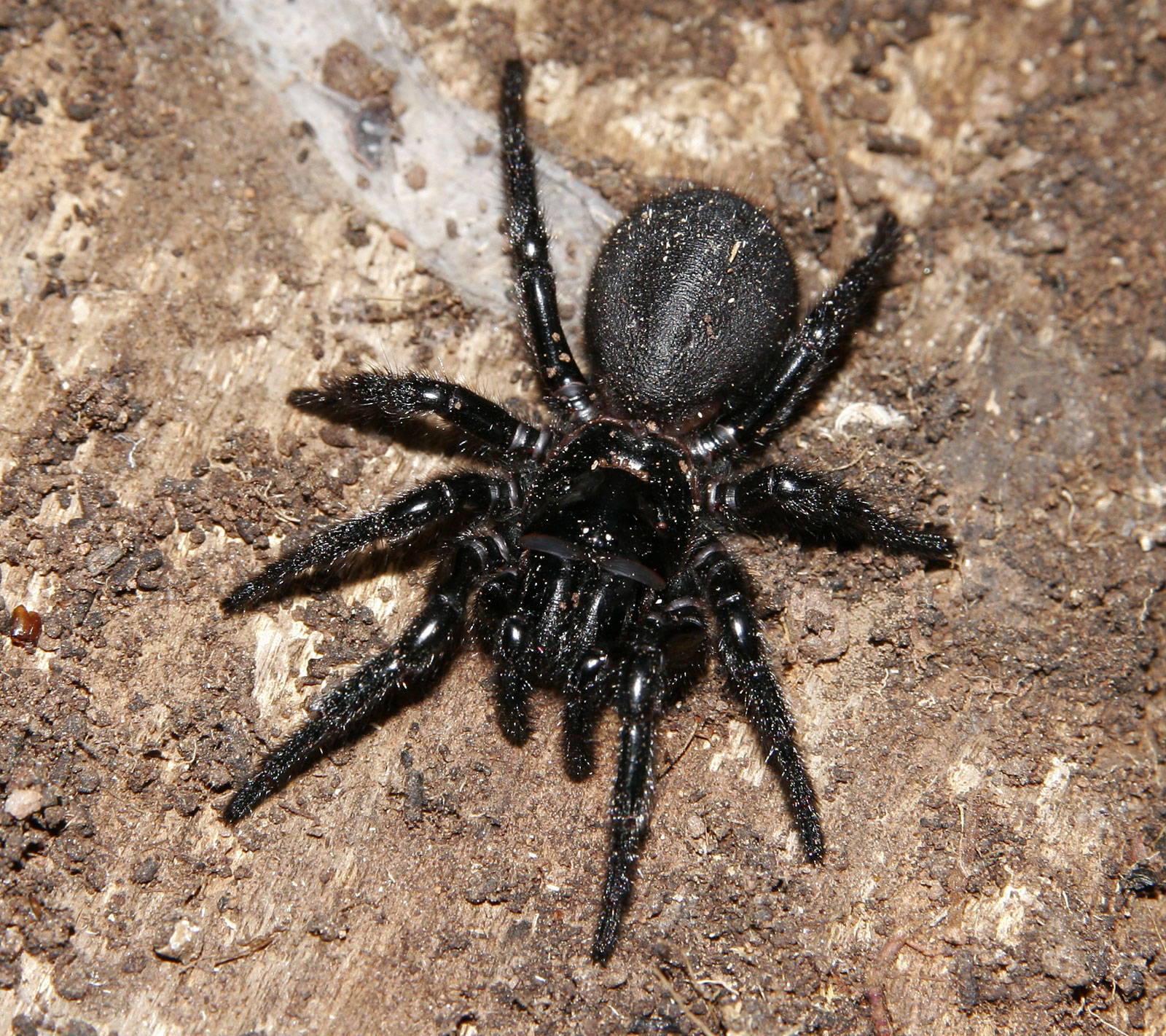
Hadronyche modesta, araña de embudo australiana.

Todas las arañas, salvo las de la familia Uloboridae, son venenosas. En general son más venenosas las arañas que cazan activamente que las que capturan sus presas al acecho o por medio de una red. El producto que inyectan los quelíceros tiende a satisfacer dos propósitos: primero, la digestión externa de la presa, para que la araña absorba la papilla resultante; segundo, la inmovilización de las presas. Además, algunas arañas migalomorfas (tarántulas americanas) portan haces urticantes, que producen irritación cuando se tocan y pueden dañar severamente áreas delicadas, como los ojos.
Como regla general, las arañas son demasiado pequeñas para atravesar la piel humana con sus quelíceros. De las que pueden hacerlo la mayoría producen efectos someros y locales, pero unas pocas especies pueden producir intoxicaciones sistémicas severas o necrosis (muerte del tejido) localizadas, pero extensas.
Las arañas más venenosas son las australianas de los géneros Atrax y Hadronyche,[cita requerida] unas treinta y cinco especies localmente conocidas como arañas de embudo, por la forma de las entradas a las redes tubulares que fabrican. Los primates, incluidos los seres humanos, resultan ser excepcionalmente susceptibles al veneno de estas arañas, que en otros mamíferos producen efectos leves. Se trata de migalomorfos grandes que producen polipéptidos neurotóxicos. La incidencia del envenenamiento, que responde bien al antídoto, es pequeña y llegaron a registrarse veintiséis muertes en Australia antes de que se desarrollara el suero específico en 1981.[cita requerida]

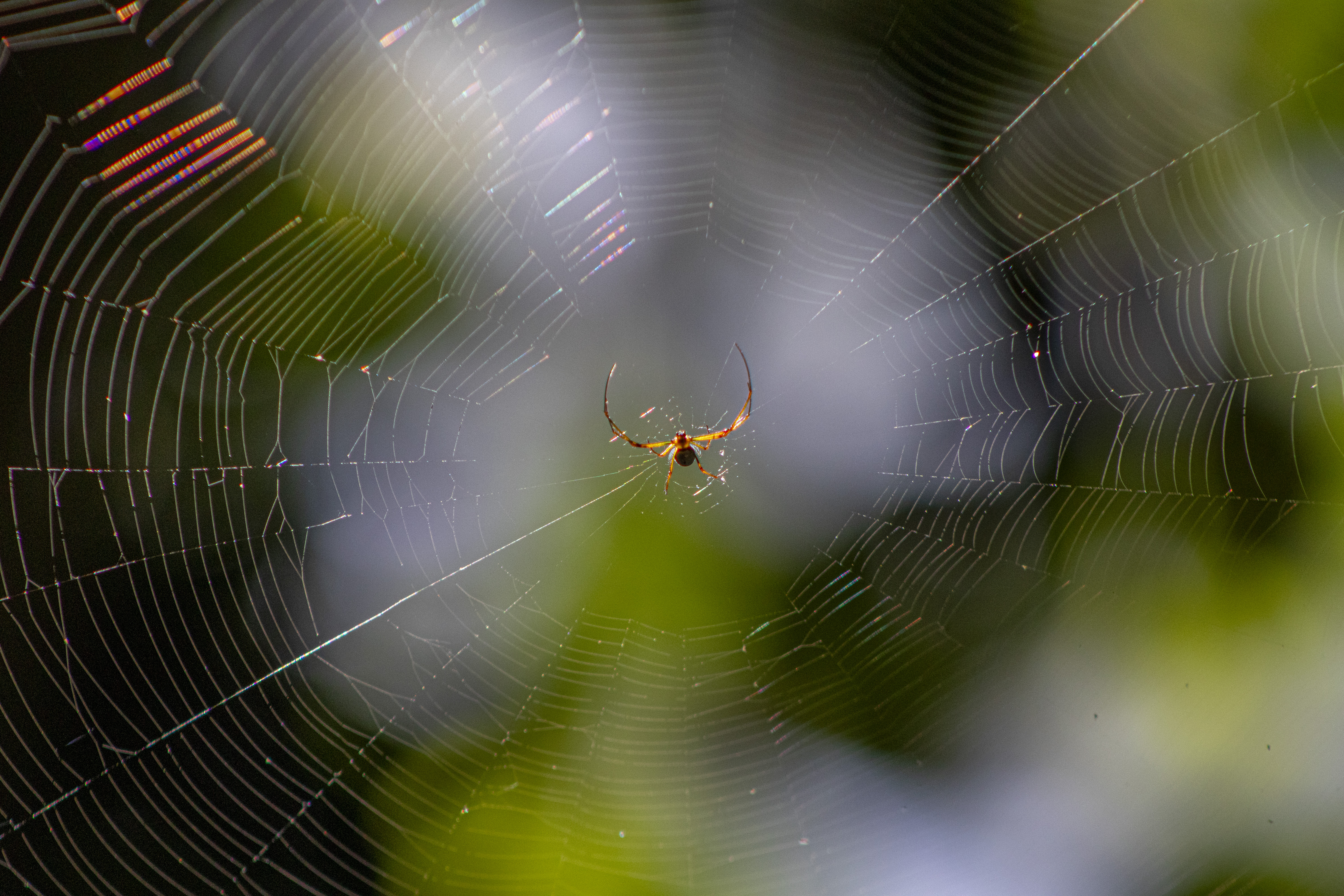
Pequeña araña en su telaraña.

Hay dos grupos de arañas pequeñas cuyo veneno es menos potente, pero que por ser más comunes originan más casos de envenenamiento. Se trata de las viudas negras, del género Latrodectus, y de las “arañas violinistas o pardas”, del género Loxosceles.

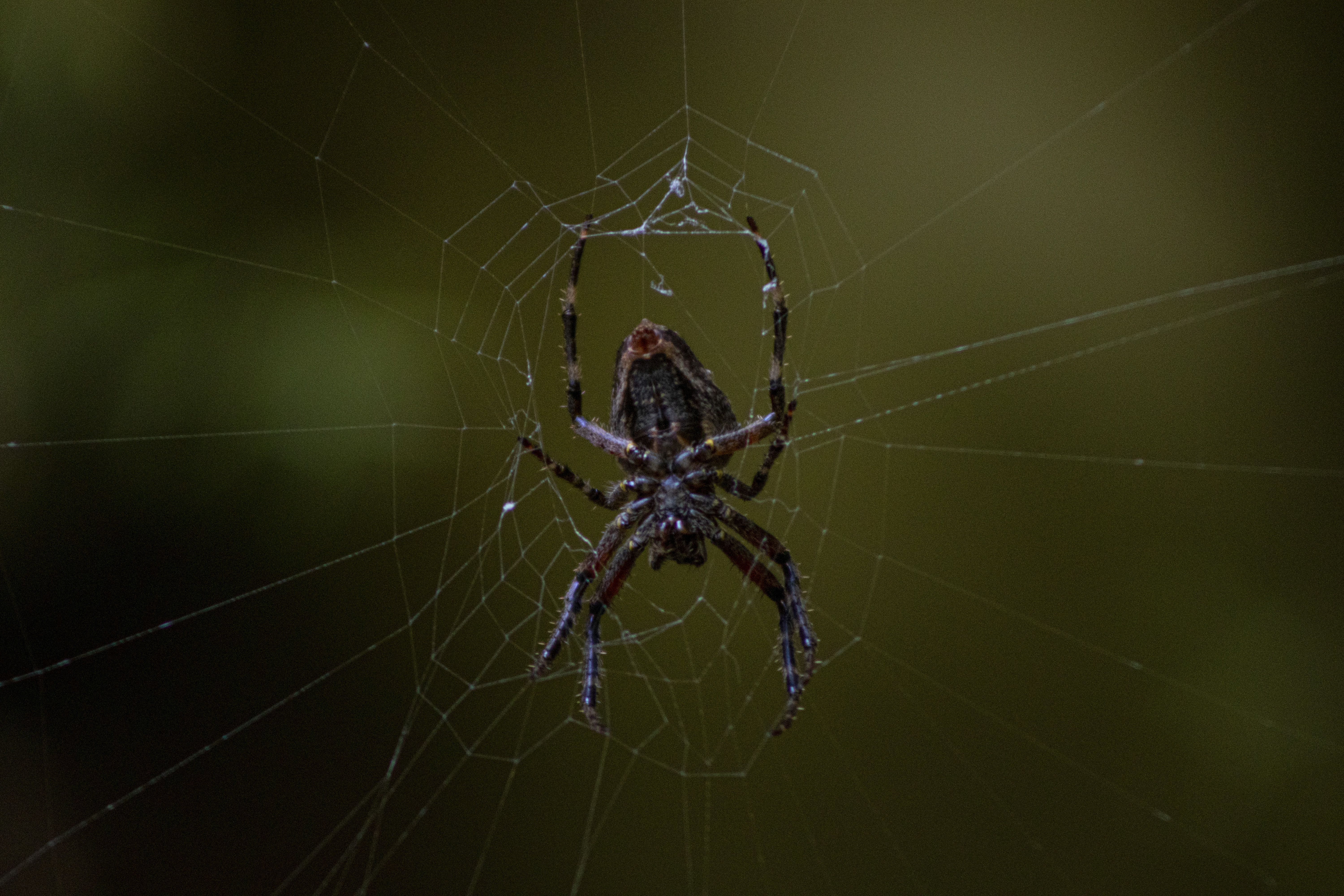
Araña elaborando su red.

El latrodectismo es la intoxicación por viudas negras, especies del género cosmopolita Latrodectus (familia Theridiidae), cuyas especies más notables son Latrodectus mactans, en Norteamérica, L. tredecimguttatus, en el Mediterráneo, L. hasselti, en Australia y L. geometricus, en África meridional. Las arañas de este género se encuentran en rincones oscuros de todas las latitudes. Las hembras, más grandes que los machos y más venenosas, devoran a estos durante el apareamiento. No son agresivas, sino que huyen, lo que hace la mordedura muy circunstancial. Existen antídotos eficaces contra esta mordedura. El principio activo del veneno que produce los efectos graves es un neurotóxico llamado α-latrotoxina. Los efectos locales aparecen al cabo de un rato en forma de dolor y se prolongan de tres a siete días, pero solo en un tercio de los casos llega a haber efectos sistémicos (que afecten al conjunto del organismo) y las muertes son muy esporádicas. 
El loxoscelismo es la intoxicación por “arañas pardas” de la familia loxosceles, de las que existen muchas especies. Estas arañas tejen redes desordenadas en rincones, también dentro de las casas. Son más activas durante la noche y nada agresivas, mordiendo sobre todo cuando se encuentran atrapadas entre las ropas de cama o los vestidos. El veneno de Loxosceles es proteolítico, y produce una necrosis local que puede extenderse y tarda en cicatrizar. Solo se producen efectos sistémicos de manera muy excepcional y las muertes confirmadas son rarísimas, aunque no existen antídotos eficaces. Se han observado efectos del mismo tipo, pero generalmente más suaves, en caso de mordedura por diversas arañas, como las arañas tigre del género Argiope, las tarántulas verdaderas del género Lycosa o las pequeñas arañas domésticas del género Tegenaria.
Otro género implicado en envenenamientos serios es Phoneutria, que incluye arañas sudamericanas de hábitos nocturnos, grandes y agresivas, que producen un veneno neurotóxico. Estas arañas, llamadas popularmente "arañas del banano", suelen permanecer en los tallos de las bananeras, con lo que pueden alcanzar otros países viajando como polizones en los plátanos que algunos barcos llevan como mercancía. Los síntomas son severos en muchos casos, pero la muerte es un resultado excepcional.
Mientras que la mayoría de las picaduras de arañas son dolorosas, pero sin otras consecuencias perjudiciales, las picaduras por la araña parda o araña violín (especies de Loxosceles) y otras clases de araña pueden poner en peligro la vida. Se debe intentar identificar qué tipo de araña ha producido la picadura; hay antídotos específicos para las picaduras de la araña viuda y la araña parda solitaria (Loxosceles reclusa).

## Evolución

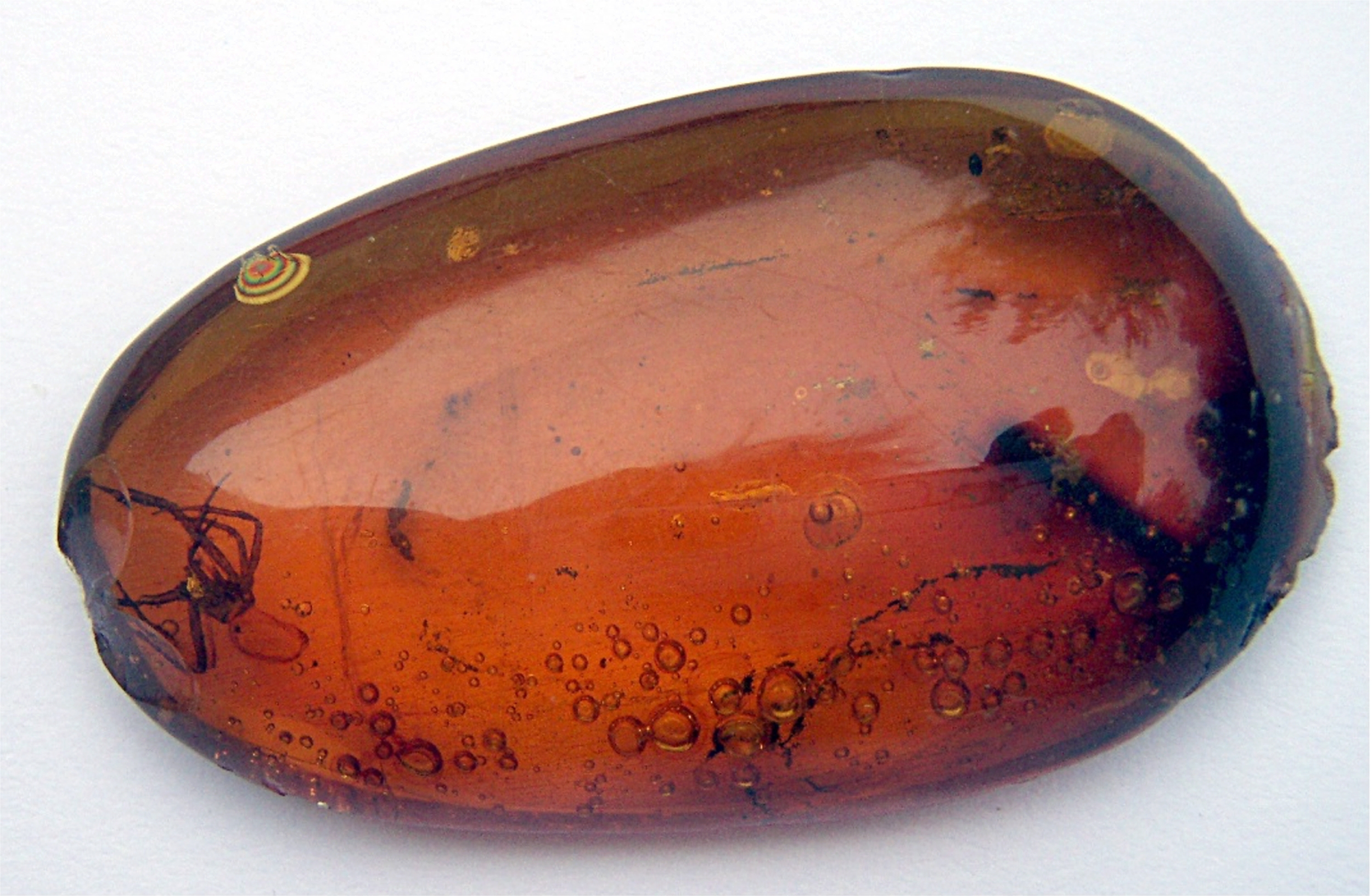
Fósil de araña en ámbar.

### Formas primitivas
Los primeros arácnidos similares a arañas son los del orden Trigonotarbida, que se encuentran entre los primeros artrópodos que poblaron la tierra firme. Al igual que las arañas, los trigonotárbidos eran terrestres, respiraban mediante pulmones en libro y poseían ocho patas. Sin embargo, no eran verdaderamente arañas, ni siquiera ancestros de ellas; representan una línea evolutiva separada tempranamente del resto de los arácnidos, pero muy similar a las actuales arañas.

### Arañas verdaderas
Las arañas propiamente dichas, son las que poseen una cintura estrecha que une el prosoma (o cefalotórax) y el opistosoma (o abdomen); evolucionaron hace aproximadamente 400 millones de años. Tenían segmentación abdominal y órganos que secretaban seda, llamados hileras. El fósil más antiguo encontrado con una especie de estas características data de hace 380 millones de años, del periodo Devónico, y es conocido como Attercopus fimbriungus. Este espécimen es el taxón hermano de todas las arañas vivas, ya que posee hileras y la misma unión de rótula-tibia en las patas.
La mayoría de los primeros fósiles de arañas pertenecen al suborden Mesothelae. Este es un grupo de arañas primitivas que poseen las hileras bajo la mitad del opistosoma, a diferencia del resto de las arañas que las poseen al final. Eran seguramente predadores terrestres, que habitaron a mediados del Paleozoico. Los hilos de seda de estas arañas se usaban seguramente solo para proteger los huevos y forrar las madrigueras.
A medida que la vida se fue diversificando, también lo hizo el uso del hilo de las arañas. Las arañas con las hileras al final del abdomen, Mygalomorphae y Araneomorphae, aparecieron hace más de 250 millones de años, posiblemente junto con el uso de las telas de araña para la captura de presas, tanto en tierra como en el follaje. El migalomorfo más antiguo, Rosamygale, fue descrito del Triásico de Francia y pertenece a la familia moderna Hexathelidae. Megarachne servinei, del periodo Pérmico-Carbonífero, se creyó por algún tiempo que era un migalomorfo gigante, con 34 cm de largo y 50 cm de envergadura de patas, lo que la convertía por tanto en la araña más grande que haya poblado la Tierra; pero un estudio más detallado reveló que se trataba de un escorpión marino (Eurypterida).
Para el Jurásico, ya se habían desarrollado las sofisticadas redes aéreas de la familia Araneidae. Una tela de araña conservada en ámbar en perfecto estado, de hace 110 millones de años, da cuenta de este tipo de telarañas. La información genética adicional sugiere, a través de un estudio del gen que provoca este comportamiento, que ya se encontraba este tipo de telas hace 136 millones de años.

## Taxonomía

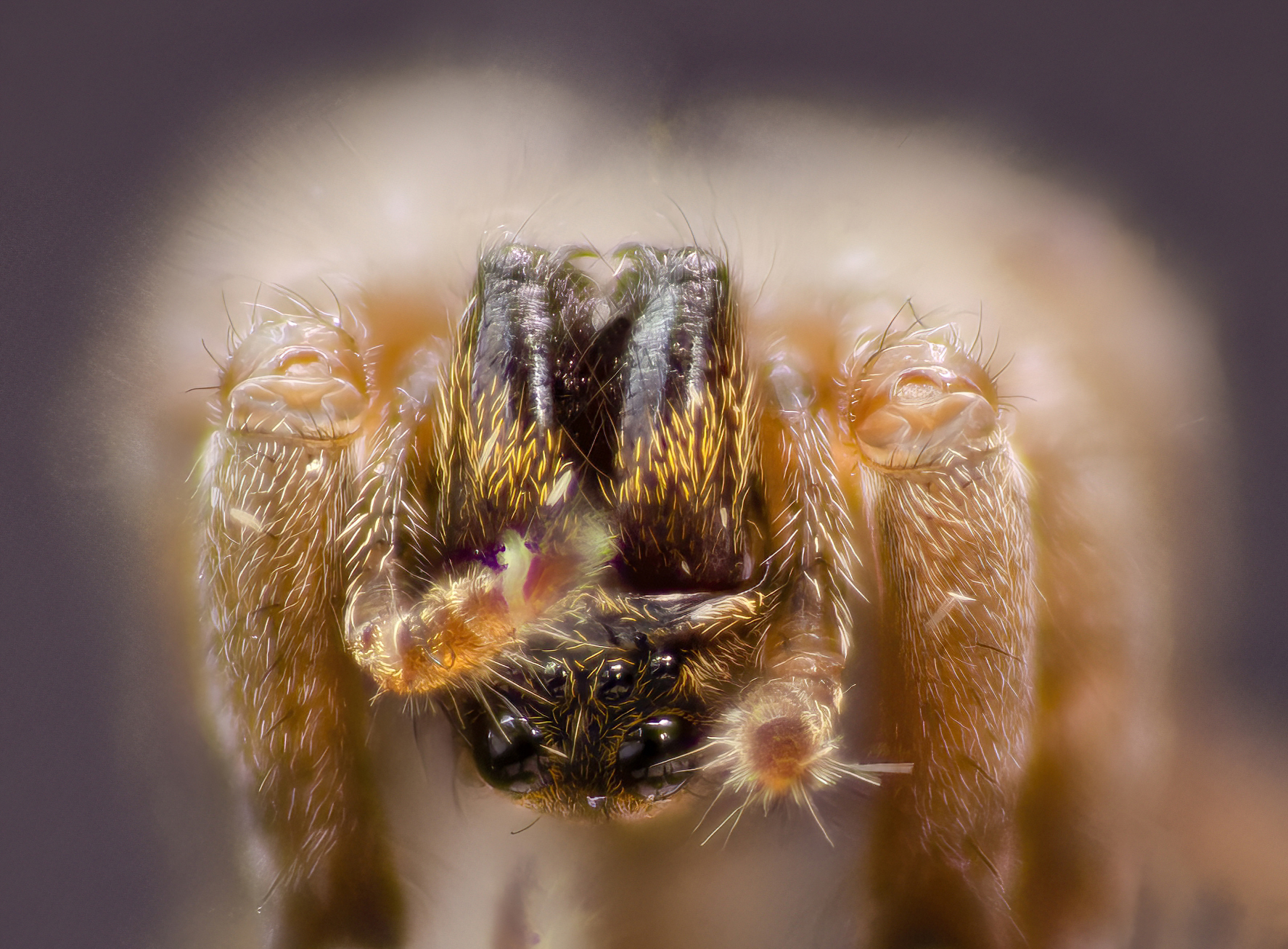
Araña en detalle

Los araneidos (arañas) se dividen en tres subórdenes: Mesothelae, Mygalomorphae (=Orthognatha) y Araneomorphae (=Labidognatha), que a su vez incluyen numerosas familias:

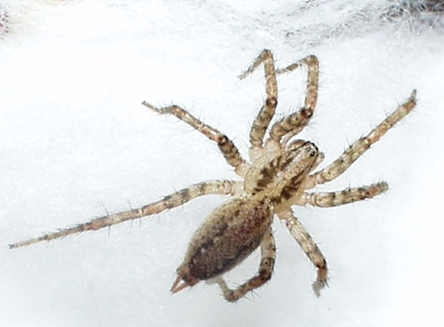
Agelenopsis sp.

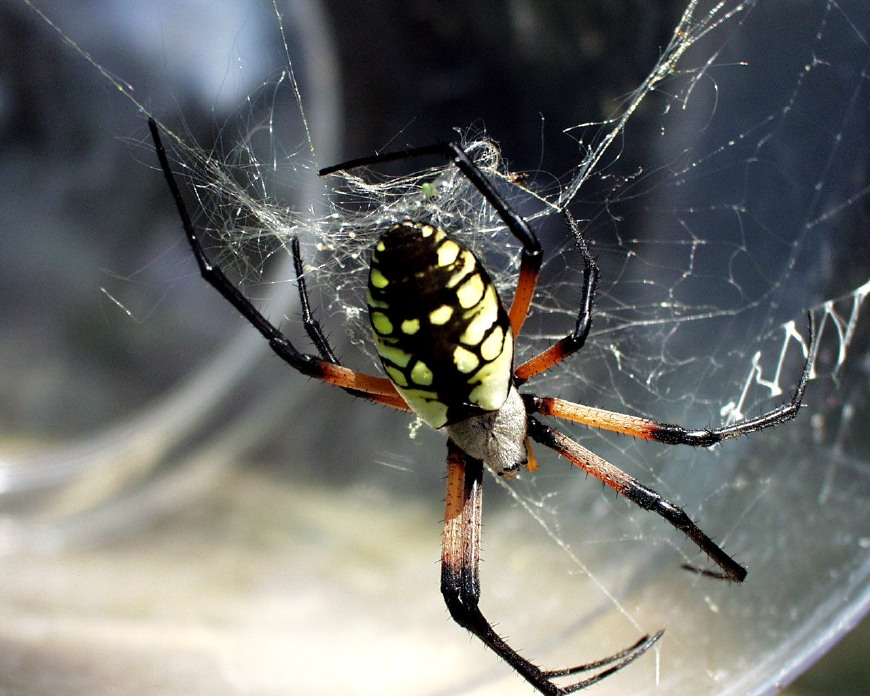
Araña del género Argiope (Araneidae).

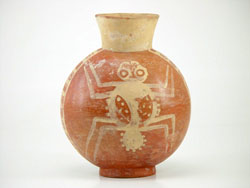
Cerámica mochica con dibujo de araña. Museo Larco (Lima, Perú).

Suborden Mesothelae
Arthrolycosidae †
Arthromygalidae †
Liphistiidae
Suborden Mygalomorphae
Actinopodidae
Antrodiaetidae
Atypidae
Barychelidae
Ctenizidae
Cyrtaucheniidae
Dipluridae
Hexathelidae
Idiopidae
Mecicobothriidae
Microstigmatidae
Migidae
Nemesiidae
Paratropididae
Theraphosidae
Suborden Araneomorphae
Agelenidae
Amaurobiidae
Anyphaenidae
Araneidae
Caponiidae
Clubionidae
Corinnidae
Ctenidae
Cybaeidae
Deinopidae
Desidae
Dictynidae
Diguetidae
Dysderidae
Eresidae
Filistatidae
Gnaphosidae
Hahniidae
Hersiliidae
Hypochilidae
Leptonetidae
Linyphiidae
Liocranidae
Lycosidae
Mimetidae
Miturgidae
Nesticidae
Nephilidae
Oecobiidae
Oonopidae
Oxyopidae
Palpimanidae
Philodromidae
Pholcidae
Pisauridae
Plectreuridae
Salticidae
Scytodidae
Segestriidae
Selenopidae
Sicariidae
Sparassidae
Tengellidae
Tetragnathidae
Theridiidae
Thomisidae
Titanoecidae
Uloboridae
Zodariidae
Zorocratidae
Zoropsidae